# Luis Escobar Astaburuaga
Luis Osvaldo Escobar Astaburuaga (Santiago, 25 de julio de 1915-ibíd., 2 de agosto de 2010) fue un médico cirujano y político chileno. Ocupó el cargo de diputado por la Decimotercera Agrupación Departamental de Cauquenes, Constitución y Chanco en 1973 como militante de la Acción Popular Independiente (API).

## Biografía
Hijo de Manuel Escobar Faúndez y Sara Astaburuaga González. Se casó con María Ladrón de Guevara, quien falleció el 20 de junio de 1945. En segundo matrimonio, con Ana María Cáceres Venegas en 1948 con quien tuvo tres hijos.
Realizó sus estudios primarios en el Liceo Miguel Luis Amunátegui y los secundarios en el Liceo de Aplicación. Entró a estudiar medicina en la Universidad de Chile, desde donde se tituló en 1948. Para costear sus educación trabajó como taquígrafo del Senado. Posteriormente efectuó un postgrado en "Planificación Familiar" en el Hospital Barros Luco.
Tras llegar al hospital de Peumo, se radicó en la ciudad de Cauquenes, siendo médico residente del hospital y director del servicio de maternidad. Entre 1942 y 1952 fue  profesor ayudante de la cátedra de Anatomía del profesor Gustavo Jirón en la Universidad de Chile y como médico ad-honorem en Cirugía del Hospital del Salvador.
Colega y amigo de Salvador Allende, fue secretario regional y dirigente provincial de su campaña presidencial en 1970. En 1969 ingresó a la Acción Popular Independiente, partido liderado por el senador Rafael Tarud Siwady, y que formó parte de la Unidad Popular.
En 1973 fue elegido diputado por Cauquenes, Constitución y Chanco. Integró la Comisión Permanente de Salud Pública; y la de Integración Latinoamericana. El golpe militar del 11 de septiembre puso término anticipado al período. 
Durante algunos años de la dictadura militar vivió al borde de la clandestinidad sin dejar de ejercer su profesión en Santiago, la que debió abandonar ante el riesgo de detención por los servicios de seguridad de la época. Tras el regreso de la democracia, cultivó su afinidad por la música, la literatura y la pintura, siendo cercano al pintor ecuatoriano Oswaldo Guayasamín.
Luego de una larga enfermedad, falleció en Santiago el 2 de agosto de 2010.

## Historia electoral

### Elecciones parlamentarias de 1973
- Diputado por la Decimotercera Agrupación Departamental

| Candidato                                 | Partido                    | Votos  | %      | Resultado |
| ----------------------------------------- | -------------------------- | ------ | ------ | --------- |
| A. Confederación de la Democracia         |                            |        |        |           |
| Alberto Naudon Abarca                     | PIR                        | 2113   | 5,91%  |           |
| Osvaldo Vega Vera                         | PN                         | 10 054 | 28,14% | Diputado  |
| Juan Valdés Rodríguez                     | PDC                        | 8680   | 24,29% | Diputado  |
| Votos de Lista                            | CODE                       | 436    | 1,22%  |           |
| B. Unidad Popular                         |                            |        |        |           |
| Luis Escobar Astaburuaga                  | API                        | 6776   | 18,97% | Diputado  |
| Julio Consuegra Nieto                     | API                        | 547    | 1,53%  |           |
| Juan Facuse Heresi                        | API                        | 6543   | 18,31% |           |
| Votos de Lista                            | UP                         | 409    | 1,15%  |           |
| C. Unión Socialista Popular               |                            |        |        |           |
| Raúl René Riquelme Bustos                 | USOPO                      | 169    | 0,47%  |           |
| Votos válidamente emitidos                | Votos válidamente emitidos | 35 727 | 97,24% |           |
| Votos nulos                               | Votos nulos                | 602    | 1,64%  |           |
| Votos en blanco                           | Votos en blanco            | 413    | 1,12%  |           |
| Total de votos emitidos                   | Total de votos emitidos    | 36 742 | 100,0% |           |
| Fuente: Dirección del Registro Electoral. |                            |        |        |           |